# Eliminatórias da Copa do Mundo de Rugby de 2015 - Europa
Na região Europea para as Eliminatórias da Copa do Mundo de Rugby de 2015, duas equipes serão classificadas diretamente para a Copa do Mundo e uma terceira equipe será classificada ao Repescagem.

O processo de qualificação vai incluir os seis níveis do Torneio Europeu das Nações 2012-2014 organizado pela FIRA-AER (Federação Internacional de Rugby Amador) Associação Europeia de Rugby. 

## 1 Fase
- Vencedor Divisão 2C 2012/13 :  Hungria,  Bulgária,  Eslovênia e  Áustria

| Time      | J | V | E | D | P+  | P-  | P+/- | B+ | Pts |
| --------- | - | - | - | - | --- | --- | ---- | -- | --- |
| Chipre    | 4 | 4 | 0 | 0 | 137 | 45  | 92   | 3  | 19  |
| Eslovênia | 4 | 2 | 0 | 2 | 85  | 82  | 3    | 2  | 10  |
| Hungria   | 4 | 2 | 0 | 2 | 62  | 79  | -17  | 2  | 10  |
| Bulgária  | 4 | 2 | 0 | 2 | 48  | 77  | -29  | 1  | 9   |
| Áustria   | 4 | 0 | 0 | 4 | 84  | 133 | -49  | 3  | 3   |

Chipre não participa as eliminatórias européias da Copa do Mundo por não ser membro do IRB.
- Vencedor Divisão 2D 2012/13 :  Noruega,  Luxemburgo,  Grécia,  Bósnia e Herzegovina e  Finlândia

| Time                 | J | V | E | D | P+ | P- | P+/- | B+ | Pts |
| -------------------- | - | - | - | - | -- | -- | ---- | -- | --- |
| Luxemburgo           | 4 | 3 | 0 | 1 | 74 | 62 | 12   | 0  | 12  |
| Noruega              | 4 | 2 | 0 | 2 | 65 | 48 | 17   | 3  | 11  |
| Bósnia e Herzegovina | 4 | 2 | 0 | 2 | 78 | 71 | 7    | 2  | 10  |
| Grécia               | 4 | 2 | 0 | 2 | 61 | 64 | -3   | 1  | 9   |
| Finlândia            | 4 | 1 | 0 | 3 | 45 | 78 | -33  | 2  | 6   |

| 5 de maio de 2013 |         |           |                                |
| Luxemburgo        | 22 - 10 | Eslovênia | Stade Josy Barthel, Luxemburgo |
|                   |         |           | Stade Josy Barthel, Luxemburgo |

## 2 Fase
- Vencedor 1 Fase  Luxemburgo
- Vencedor Divisão 2B 2012/13 :  Israel,  Andorra,  Sérvia,  Letônia e  Dinamarca

| Time      | J | V | E | D | P+  | P-  | P+/- | B+ | Pts |
| --------- | - | - | - | - | --- | --- | ---- | -- | --- |
| Israel    | 4 | 4 | 0 | 0 | 137 | 45  | 92   | 3  | 19  |
| Letônia   | 4 | 2 | 0 | 2 | 85  | 82  | 3    | 3  | 11  |
| Dinamarca | 4 | 1 | 1 | 2 | 62  | 79  | -17  | 1  | 7   |
| Andorra   | 4 | 1 | 1 | 2 | 48  | 77  | -29  | 0  | 6   |
| Sérvia    | 4 | 1 | 0 | 3 | 84  | 133 | -49  | 2  | 6   |

| 5 de outubro de 2013 |   |        |                                |
| Luxemburgo           | v | Israel | Stade Josy Barthel, Luxemburgo |
|                      |   |        | Stade Josy Barthel, Luxemburgo |

## 3 Fase
- Vencedor 2 Fase
- Vencedor Divisão 2A 2012/13 :  Países Baixos,  Malta,  Suíça ,  Croácia e  Lituânia

| Time          | J | V | E | D | P+  | P-  | P+/- | B+ | Pts |
| ------------- | - | - | - | - | --- | --- | ---- | -- | --- |
| Países Baixos | 4 | 4 | 0 | 0 | 125 | 57  | 68   | 2  | 18  |
| Suíça         | 4 | 3 | 0 | 1 | 92  | 75  | 17   | 2  | 14  |
| Croácia       | 4 | 1 | 0 | 3 | 78  | 92  | -14  | 3  | 7   |
| Malta         | 4 | 1 | 0 | 3 | 73  | 104 | -31  | 1  | 5   |
| Lituânia      | 4 | 1 | 0 | 3 | 69  | 109 | -40  | 0  | 4   |

| 26 de outubro de 2013 |   |                 |  |
| Países Baixos         | v | Vencedor 2 Fase |  |
|                       |   |                 |  |

## 4 Fase
- Vencedor Divisão 1B 2012/014 :  Alemanha,  Ucrânia,  Suécia,  Polônia,  República Tcheca e  Moldávia

- Vencedor 3 Fase

| 10 de maio de 2014  |   |                 |  |
| Vencedor Divisão 1B | v | Vencedor 3 Fase |  |
|                     |   |                 |  |

## 5 Fase - Divisão 1A
- Geórgia
- Romênia
- Portugal
- Rússia
- Espanha
- Bélgica

1° classificada = qualificada para Copa do Mundo no Grupo "C".

2° classificada = qualificada para Copa do Mundo no Grupo "D".

3° classificada = qualificada 6 fase.

## 6 Fase
- 3° classificada Divisão 1A
- Vencedor 4 Fase

| Data a definir             |   |                 |  |
| 3° classificada Divisão 1A | v | Vencedor 4 Fase |  |
|                            |   |                 |  |

A vencedora  será classificada ao Repescagem.